# Oxalis louisae
Oxalis louisae är en harsyreväxtart som beskrevs av Salter. Oxalis louisae ingår i släktet oxalisar, och familjen harsyreväxter. Inga underarter finns listade i Catalogue of Life.